# Kim Hunter
Kim Hunter, de son vrai nom Janet Cole, est une actrice américaine née le 12 novembre 1922 à Détroit et morte le 11 septembre 2002 à Greenwich Village (New York).
Elle est connue pour son rôle de Stella Kowalski dans Un tramway nommé Désir et pour celui du Dr Zira dans la série de films La Planète des singes.

## Biographie
Née à Détroit mais élevée en Floride, Kim Hunter étudie à l'Actors Studio et fait ses débuts sur les planches de Miami en novembre 1939 dans Penny Wise[réf. nécessaire]. Remarquée par des producteurs, elle signe un contrat avec David O. Selznick et tourne son premier film en 1943 (La Septième Victime de Mark Robson). La même année elle partage l'affiche avec Ginger Rogers de Tender Comrade d'Edward Dmytryk, dont le récit de femmes vivant en communauté pendant la Seconde Guerre mondiale lui vaut d'être suspectée de sympathies communistes. Elle continue à tourner quelques films mais le maccarthysme la tient éloignée d'Hollywood et la fait se concentrer sur sa carrière théâtrale.
En 1947, elle forme avec Marlon Brando le couple déchiré et passionné d'Un tramway nommé Désir sur la scène de Broadway, couple qu'ils recréent en 1951 pour les besoins du grand écran dans l'adaptation d'Elia Kazan et qui permet à Kim Hunter d'obtenir l'Oscar du meilleur second rôle l'année suivante. Sa carrière cinématographique ne connaîtra plus un tel succès bien qu'elle obtienne en 1968 l'un des rôles principaux de La Planète des singes (Franklin J. Schaffner). Elle jouera dans deux de ses suites : Le Secret de la planète des singes et Les Évadés de la planète des singes. Elle continue tout de même à jouer dans quelques longs métrages mais travaille surtout pour la télévision et le théâtre. Elle apparaît notamment en 1997 dans Minuit dans le jardin du bien et du mal de Clint Eastwood.
Kim Hunter meurt le 11 septembre 2002 à l'âge de 79 ans d'une crise cardiaque dans son appartement de Greenwich Village à New York.

## Filmographie

### Actrice

#### Cinéma
- 1943 : Tender Comrade d'Edward Dmytryk : Doris Dumbrowski
- 1943 : La Septième Victime (The Seventh Victim) de Mark Robson : Mary Gibson
- 1944 : A Canterbury Tale de Michael Powell et Emeric Pressburger : la fille de Johnson
- 1944 : Étrange Mariage (When Strangers Marry) de William Castle : Millie Baxter
- 1945 : Le Prix du bonheur  (You Came Along) de John Farrow : Frances Hotchkiss
- 1946 : Une question de vie ou de mort (A Matter of Life and Death) de Michael Powell et Emeric Pressburger : June
- 1951 : Un tramway nommé Désir (A Streetcar Named Desire) d'Elia Kazan : Stella Kowalski
- 1952 : Tout peut arriver (Anything Can Happen) de George Seaton : Helen Watson
- 1952 : Bas les masques (Deadline U.S.A.) de Richard Brooks : Nora Hutcheson
- 1956 : Au cœur de la tempête (Storm center) de Daniel Taradash : Martha Lockridge
- 1956 : Bermuda Affair d'A. Edward Sutherland : Fran West
- 1957 : Mon père, cet étranger (The Young Stranger) de John Frankenheimer : Helen Ditmar
- 1958 : L'Héritage de la colère (Money, Women and Guns) de Richard Bartlett (en) : Mary Johnston Kingsman
- 1964 : Lilith de Robert Rossen : Dr. Bea Brice
- 1968 : La Planète des singes (Planet of the Apes) de Franklin J. Schaffner : Dr Zira
- 1968 : Le Plongeon (The Swimmer) de Frank Perry : Betty Graham
- 1970 : Le Secret de la planète des singes (Beneath the Planet of the Apes) de Ted Post : Dr. Zira
- 1971 : Les Évadés de la planète des singes (Escape from the Planet of the Apes) de Don Taylor : Dr. Zira
- 1976 : Dark August de Martin Goldman : Adrianna Putnam
- 1987 : The Kindred de Stephen Carpenter et Jeffrey Obrow : Amanda Hollins
- 1997 : Minuit dans le jardin du bien et du mal (Midnight in the Garden of Good and Evil ) de Clint Eastwood : Betty Harty
- 1998 : Sonia Horowitz, l'insoumise (A Price Above Rubies) de Boaz Yakin : Rebbitzn
- 1999 : Abilene de Joe Camp III : Emmeline Brown
- 1999 : Out of the Cold d'Aleksandr Buravskiy : Elsa Lindepu
- 2000 : La Valse des souvenirs (The Hiding Place) de Douglas Green : Muriel
- 2000 : Here's to Life ! d'Arne Olsen : Nelly Ormond

#### Télévision (sélection)
- 1970 : Mannix : Rêves (Déjà Vu) (série télévisée) : Angela Warren
- 1971 : Columbo : Plein Cadre (Suitable for Framing) (série télévisée) : Edna Matthews
- 1973 : Le Magicien (série télévisée) : Episode Pilote
- 1973 : Mission Impossible : Saison 7 - Épisode 14 : Vaudou (Incarnate)
- 1990 : Arabesque - Saison 7 - Série télévisée - Épisode : 1 l'arroseur arrosé… Beatrice Vitello
- 1993 : La Loi de Los Angeles - Saison 8 - Série télévisée - Épisode : 22… Mme Schoen

### Coproductrice
- Party Crasher: My Bloody Birthday (2000) (coproducteur)

## Voix françaises
- Arlette Thomas dans :
  - La Planète des singes
  - Le Secret de la planète des singes
  - Les Évadés de la planète des singes
  - La Bataille de la planète des singes (image d'archive)

et aussi
- Mony Dalmès dans Un tramway nommé Désir
- Lita Recio dans Bas les masques
- Jacqueline Porel dans Columbo : Plein cadre (téléfilm)